# جيمس كالبرتسون
جيمس كالبرتسون (بالإنجليزية: James Culbertson)‏ هو دبلوماسي أمريكي، ولد في 27 مايو 1938 في غولدزبورو في الولايات المتحدة.

## وصلات خارجية
- جيمس كالبرتسون على موقع إن إن دي بي (الإنجليزية)